# Rosaster endilius
Rosaster endilius är en sjöstjärneart som beskrevs av McKnight 1975. Rosaster endilius ingår i släktet Rosaster och familjen ledsjöstjärnor.
Artens utbredningsområde är havet kring Nya Zeeland. Inga underarter finns listade i Catalogue of Life.